# دهستان خرمارود شمالی
خرمارود شمالی، دهستانی است از توابع بخش مرکزی شهرستان آزادشهر در استان گلستان ایران.

## جمعیت
براساس سرشماری سال ۱۳۸۵جمعیت آن  ۱۱۸۰۵نفر (۲۸۴۴خانوار) بوده است. 